# Ermita de San Nicolás de Bari (Velilla de Ebro)
La ermita de San Nicolás de Bari es un templo católico de la localidad española de Velilla de Ebro, en la provincia de Zaragoza (Aragón). El templo ha sido declarado Bien catalogado y Monumento de interés local. Se trata de una iglesia barroca de acusada monumentalidad, elevada en el solar de una iglesia románica, de la cual se conservan todavía, integrados en el templo actual, el ábside y la cripta.

## Descripción
Las diferentes épocas constructivas son apreciables, tanto en los elementos arquitectónicos, como en los materiales visibles al exterior. El ábside y la cripta están realizados en sillería muy regular y de gran tamaño, que arrancan de un basamento de mampostería; los paramentos laterales son de mampostería, aunque el del lado del evangelio es más tosco e irregular, con refuerzos de sillares en las esquinas, y el de la epístola, presenta encintados de ladrillo.
En el exterior destaca asimismo la ventana de la parte central del ábside, en arco de medio punto doblado, con decoración en relieve de florones en el intradós, sobre columnillas con capiteles lisos decorados con líneas incisas, en un esquema que se repite idéntico en el interior. La fachada presenta un pórtico saliente, de dos cuerpos, realizados en ladrillo. Tiene planta rectangular y abre por su frente en tres arcos de medio punto, el central de mayor altura, separados por pilastras toscanas que se repiten en el interior; los laterales abren también mediante un único arco de medio punto. El interior del pórtico está dividido en tres tramos perpendiculares a la fachada mediante fajones que apean en las citadas pilastras; cada uno de los tramos está cubierto por una corta bóveda de cañón con lunetos. La portada es un sencillo vano adintelado. El cuerpo situado sobre el pórtico está prácticamente cerrado, salvo algún pequeño vano de iluminación, y sobre él se eleva una interesante espadaña de ladrillo. Es de tres ojos en arcos de medio punto doblados, separados por pilastras adosadas y con impostas convexas de ladrillo aplantillado en la parte superior.
El interior presenta tres naves, presbiterio flanqueado por capilla y sacristía, y cabecera de planta semicircular. La cripta se encuentra bajo estos dos últimos elementos y presenta dos tramos que repiten la disposición de los superiores: un tramo recto y uno semicircular, cubiertos respectivamente por bóveda de cañón ligeramente rebajada y bóveda de horno. El ábside superior está cubierto igualmente por bóveda de horno, aunque ligeramente apuntada, y en él destaca la decoración interior de la mencionada ventana, que repite el esquema exterior, aunque en este caso los capiteles poseen decoración vegetal estilizada y los florones se disponen en la rosca del arco en lugar de hacerlo en el intradós. El presbiterio cubre con bóveda de cañón apuntado. En el lado del evangelio tiene una capilla barroca, de planta cuadrangular, cubierta por cúpula sobre pechinas, con resaltes a modo de nervios e iluminada por una linterna octogonal de ladrillo. En el arranque de la cúpula se dispone una decoración de yeserías que muestra símbolos de distintas dignidades eclesiásticas ornados de volutas y guirnaldas vegetales. El cuerpo de naves presenta una gran monumentalidad. Las tres son de la misma anchura aunque la central es ligeramente más alta. Están separadas por pilares cruciformes con pilastras adosadas en sus frentes. Destacan en ellas los capiteles, compuestos por una doble hilera de hojas de acanto rematada por capitel dórico, según un modelo creado y popularizado en el siglo XVII por el jesuita Francisco Bautista. Las naves están divididas en tres tramos por arcos fajones de medio punto, que apean en los soportes descritos. La central cubre con bóveda de cañón con lunetos, mientras que las laterales lo hacen con bóvedas de arista. En los muros perimetrales de estas se abren arcosolios de medio punto de escasa profundidad, en uno de los cuales se conservan restos bastante dañados de una pintura popular que parece representar un episodio de la vida del santo titular. Debe destacarse también en el interior la decoración de esgrafiado con motivos vegetales en las bóvedas del ábside y el presbiterio, en el intradós de los fajones de la nave central y en las pilastras y friso de dicha nave.

## Historia
Por sus características estilísticas, el primitivo templo románico, del que subsisten ábside y presbiterio, data del siglo XIII; entre 1679 y 1713 se construye la iglesia barroca, en el lugar donde estuvo el cuerpo de naves original, y el presbiterio románico sigue desempeñando su función en el nuevo conjunto. La capilla lateral del presbiterio parece ser ligeramente posterior a este momento, aunque siempre dentro del siglo XVIII.